# Nikolaj Getman
Nikolaj Ivanovitsj Getman (Russisch: Николай Иванович Гетман, Oekraïens: Микола Ґетьман; Mykola Getman) (Charkov, 23 december 1917 - Orjol, 29 augustus 2004) was een Oekraïens-Russisch kunstenaar, die van 1946 tot 1953 gevangen zat in diverse hervormingswerkkampen van de Goelag en zijn tijd aldaar later verbeeldde in schilderijen.

## Jeugd
Getman had een moeilijke jeugd. Zijn moeder overleed tijdens een tyfusepidemie in 1919, nog voor zijn tweede verjaardag. In 1921 maakte hij de zware hongersnood mee als gevolg van de Russische Burgeroorlog, die hij wist te overleven doordat zijn vader hem meenam naar het dorpje Pokrovskoje, waar zijn tante Masja hem te eten gaf. Ook de door Stalin ingezette Holodomor van 1932 en 1933 wist hij te overleven. Vanaf jonge leeftijd was hij echter wel in staat om zijn artistieke talent te ontwikkelen. In 1934 werd zijn broer Aleksandr geëxecuteerd door de NKVD, na beschuldiging van spionage vanuit Leningrad. Zijn broer Pjotr dook toen tijdelijk onder in Moskou en zijn vader bij zijn tante in Dnjepropetrovsk. Nadat Getman afstudeerde aan de technische school in 1937, ging hij naar de Kunstschool van Charkov om er te studeren voor professioneel kunstenaar. In 1940, in het derde jaar van zijn studie, werd hij opgeroepen voor zijn militaire dienst in het Rode Leger, dat hij pas weer verliet aan het einde van de Tweede Wereldoorlog. In oktober 1945 keerde hij terug naar Charkov om zijn vader te bezoeken.

## Gevangenschap in de Goelag
Tijdens een bezoek aan het café met een stel andere kunstenaars, tekende een van hen een karikatuur van Stalin op een sigarettenpakje. Een informant verraadde hen en hij werd samen met de andere kunstenaars op 12 oktober gearresteerd voor medeplichtigheid aan anti-Sovjetpropaganda. Op 24 januari 1946 werd hij hiervoor in Dnjepropetrovsk veroordeeld tot 10 jaar gevangenisstraf en 5 jaar onthouding van burgerrechten en daarop naar een Goelagkamp gestuurd in Siberië. Hij kwam eerst terecht in de Tajsjetlag bij Tajsjet (oblast Irkoetsk) en werd later na overwinterd te hebben in Vanino (Vaninlag) doorgestuurd via de haven daarvan naar de Sevvostlag voor dwangarbeid bij de Kolyma.
Tijdens zijn periode in beide kampen begon hij na te denken over een plan om de gruwelen van de kampomstandigheden weer te geven door middel van schilderijen. Dit was echter niet openlijk mogelijk tijdens zijn verblijf en hij hield het dan ook bij het goed observeren van de omstandigheden in de kampen. In de Sevvostlag kwam hij terecht in kamp Boven-Debin, waar 'contrarevolutionairen' onder zware bewaking dwangarbeid moesten verrichten. Door de extreem slechte omstandigheden in dit kamp kwamen vele gevangenen om het leven. Getman wist zich echter in leven te houden door propagandaschilderijen van Stalin te maken (die boven de ingang van het kamp werden opgehangen) en door de invloed van de vrouw van de kampbewaker.

## Carrière als schilder
Na zijn vrijlating op 30 augustus 1953 (na 7 jaar 10 maanden en 18 dagen), het sterfjaar van Stalin, begon hij in het geheim de omstandigheden van zijn verblijf op het witte doek vast te leggen om niet hiervoor weer opgepakt te worden en mogelijk zelfs ter dood veroordeeld te worden. Hij was zoals zovele Goelagdwangarbeiders niet vrij om Siberië te verlaten en moest er daardoor noodgedwongen nog jarenlang verblijven. Hij ging aan het werk in het Huis van Cultuur in Jagodnoje (oblast Magadan). Hij was de eerste kunstenaar in de Sovjet-Unie die zich in de jaren 50 toelegde op het maken van portretten van de volkeren uit de regio rond de Kolyma; de Tsjoektsjen, Eskimo's, Evenen en Joekagieren.
In 1956 nam hij deel aan een expositie van werken van kunstenaars uit Siberië en werd een jaar later kandidaat voor het lidmaatschap van de Unie van Kunstenaars van de Sovjet-Unie. In 1959 werd zijn reisverbod ingetrokken en kon hij met zijn vrouw Anna Filipovna en zijn zoon Viktor (geboren in 1956 in Jagodnoje) naar Magadan verhuizen. In hetzelfde jaar vertrok hij naar Tsjoekotka om er een portret te maken van de Tsjoektsjenjaagster Klara Kaljana, die tot Held van de Sovjetarbeid was uitgeroepen en als Komsomollid inAnadyr woonde. In april 1963 nam hij deel aan het Tweede Congres van de Unie van Kunstenaars van de Sovjet-Unie, waarna hij een jaar later lid werd van deze unie. Hij hielp bij de oprichting van de Unie van Kunstenaars van Magadan en was van 1963 tot 1966 hoofd van de Magadanafdeling van de Kunststichting van de Sovjet-Unie. In 1976 verhuisde hij van Magadan naar Orjol en kreeg er een eigen studio van de lokale afdeling van de Unie van Russische Kunstenaars. Hierbij was hij verplicht om een aantal portretten van politieke personen te schilderen. Hij nam ook deel aan verschillende kunstexposities in de Sovjet-Unie en Rusland (Moskou, Leningrad (Sint-Petersburg), Brjansk, Chabarovsk, Irkoetsk, Magadan, Oelan-Oede, Orjol, Rjazan, Vladivostok en Voronezj) en in de jaren 90 in Duitsland, Bulgarije, Finland en Nederland.
Zijn schilderijen maakte hij naar eigen zeggen omdat hij ervan overtuigd was dat het zijn taak was om een getuigenis achter te laten van het lot van de miljoenen gevangenen die er stierven en niet zouden mogen worden vergeten. In veertig jaar tijd wist hij zijn visuele kroniek van de Goelag, bestaande uit verschillende aspecten van het kampleven, te voltooien.

## Internationale erkenning en laatste levensjaren
In 1993, twee jaar na de val van de Sovjet-Unie werden zijn schilderijen over de Goelag voor het eerst getoond op de kunstgalerie van Russische Artiesten in Orjol. In 1995, werd een speciale ceremonie gehouden in het Toergenjevtheater in Orjol, waar een Duitse expositie met de naam "De Goelag in de ogen van een Artiest" werd geopend in aanwezigheid van Getman en Aleksandr Solzjenitsyn, de schrijver van het boek De Goelag Archipel. In juni 1997 werd op verzoek van Getman en met hulp van The Jamestown Foundation deze expositie ook in het westen vertoond; in het Amerikaans Congres in Washington D.C.. In 2001 werden Getmans schilderijen in samenwerking met The Jamestown Foundation, de Britse Sovjethistoricus Robert Conquest en kunstenares Alla Rogers opgenomen in het boek The Gulag Collection: Paintings of the Soviet penal system by former prisoner Nikolai Getman. De Jamestown Foundation maakte dat jaar ook alle 50 schilderijen met uitleg over wat ze betekenen beschikbaar op internet.
In 2002 begon hij te werken als belangrijkste kunstenaar van het Staatsmuseum van de Geschiedenis van de Goelag in Moskou. Twee jaar later stierf hij in zijn appartement in Orjol.